# 1956年11月18日月食
1956年11月18日月食为一次在协调世界时1956年11月18日出現的月全食。該次月食半影食分為2.354、全影食分為1.323。偏食維持了105分，全食維持40分。

## 概述
這次月食的食分是3.57，偏食維持了105分，全食維持40分。

## 基本參數
- 類型：月全食
- 食甚資料：
  - 日期：1956年11月18日
  - 時間：6:48
  - 月球位置：赤經3.57度、赤緯19.5度
  - 食分：半影食分：2.354、全影食分：1.323
  - 持續時間：偏食105分、全食40分

## 外部連結
- NASA月食專頁（页面存档备份，存于）（英文）